# Герой Социалистической Республики Румыния
Герой Социалистической Республики Румыния (рум.Erou Al Republicii Socialiste România) — высшая степень отличия Социалистической Республики Румыния

## История
Почётное звание — высшая степень отличия «Герой Социалистической Республики Румыния» — установлено Декретом Правительства № 166 в 1971 году и присваиваемое за особые заслуги по реализации внутренней и внешней политики страны. Наградной комплект включал золотую звезду к почётному званию и орден «Победа социализма».

## Описание нагрудного знака
Нагрудный знак изготавливался из золота, позолоченного серебра или позолоченной бронзы в зависимости от социального статуса награждаемого.
Имел вид пятиконечной звезды с двугранными полированными лучиками. В центре звезды круглый медальон с каймой, инкрустированной бриллиантами (либо — имитацией). В медальоне рельефное изображение государственного герба (существует два типа по мере изменения герба). Звезда при помощи кольца крепится к рельефной колодочке в виде двух пучков лавровых листьев, перевязанных в центре лентой инкрустированной рубином (либо — имитацией).
Реверс звезды плоский, на колодочке — заколка для крепления к одежде.

## Список Героев СРР
- 1971, 1978, 1988 — Николае Чаушеску (1918—1989) — Генеральный секретарь ЦК РКП, 1-й Президент Румынии.
- 1972 — Ион Георге Маурер (1902—2000) — Премьер-министр СРР в 1961—1974 гг.
- 1972 — Иосип Броз Тито (1892—1980) — Генеральный секретарь ЦК СКЮ, 1-й Президент Югославии.
- 1981 — Елена Чаушеску (1916—1989) — супруга Н. Чаушеску. Являлась 1-м вице-премьером правительства, входила в состав ЦК РКП и Политбюро РКП, возглавляла АН СРР.
- 1981 — Думитру Дорин Прунариу (1952) — румынский космонавт, Герой Советского Союза (1981). Единственный румынский космонавт.
- 1981 — Попов, Леонид Иванович (1945) — советский космонавт, дважды Герой Советского Союза, Лётчик-космонавт СССР (1980).